# Apogonia castanea
Apogonia castanea är en skalbaggsart som beskrevs av Moser 1913. Apogonia castanea ingår i släktet Apogonia och familjen Melolonthidae. Inga underarter finns listade i Catalogue of Life.